# Ka-29
Ka-29TB – radziecki/rosyjski śmigłowiec szturmowy przeznaczony pierwotnie dla piechoty morskiej ZSRR.

## Historia
Ka-29TB jest zmodyfikowaną wersją Ka-27. Zmianie uległ przód kadłuba, który zaopatrzono w lekkie opancerzenie. Pod kadłubem znalazły się elementy systemu celowniczego ppk 9M114 Szturm, a w przodzie kadłuba pod otwieraną pokrywą zainstalowano wielolufowy karabin maszynowy GSzG-7,62 kalibru 7,62 mm. Z boków kadłuba znajdują się cztery belki, na których podwieszane jest uzbrojenie. Najczęściej podwieszane są dwie dwuprowadnicowe wyrzutnie ppk 9M114 oraz dwie dwudziestoprowadnicowe wyrzutnie B-8-20 niekierowanych pocisków rakietowych S-8 kalibru 82 mm. Możliwe jest także przenoszenie zamiast nich zasobników UPK-22 z dwulufowymi działkami GSz-23, GUW z granatnikiem AGS-17, bomb lotniczych, zasobników KMGU lub dodatkowych zbiorników paliwa. Zachowano kabinę transportową, która mieści do 15 żołnierzy z wyposażeniem.
Wyprodukowano dla Rosji 59 sztuk śmigłowców Ka-29TB.